# Kayseri
Kayseri là một thành phố tự trị (büyük şehir) đồng thời cũng là một tỉnh (il) của Thổ Nhĩ Kỳ. Thành phố nằm ở miền trung Thổ Nhĩ Kỳ, với các ngọn núi Erciyes, núi Hasan và núi Ali bao quanh.

## Hành chính
Trước năm 2012, trung tâm tỉnh Kayseri trước đây là thành phố tỉnh lỵ (merkez ilçesi) Melikgazi. Năm 1988, do tốc độ đô thị hóa tăng cao, vùng đô thị Kayseri xung quanh thành phố tỉnh lỵ Melikgazi được công nhận hưởng quy chế thành phố tự trị (büyük şehir). Năm 2012, Thổ Nhĩ Kỳ thông qua luật, công nhận các tỉnh có dân số trên 750.000 người là những đại đô thị tự quản (büyükşehir belediyeleri). Theo đó, thành phố tỉnh lỵ Melikgazi được chuyển thành đơn vị hành chính cấp huyện. Hiện tại, thành phố Kayseri có 16 huyện hành chính:
| - Akkışla - Bünyan - Develi - Felahiye - Hacılar - İncesu - Kocasinan - Melikgazi | - Özvatan - Pınarbaşı - Sarıoğlan - Sarız - Talas - Tomarza - Yahyalı - Yeşilhisar |

## Khí hậu
| Dữ liệu khí hậu của Kayseri                    | Dữ liệu khí hậu của Kayseri | Dữ liệu khí hậu của Kayseri | Dữ liệu khí hậu của Kayseri | Dữ liệu khí hậu của Kayseri | Dữ liệu khí hậu của Kayseri | Dữ liệu khí hậu của Kayseri | Dữ liệu khí hậu của Kayseri | Dữ liệu khí hậu của Kayseri | Dữ liệu khí hậu của Kayseri | Dữ liệu khí hậu của Kayseri | Dữ liệu khí hậu của Kayseri | Dữ liệu khí hậu của Kayseri | Dữ liệu khí hậu của Kayseri |
| Tháng                                          | 1                           | 2                           | 3                           | 4                           | 5                           | 6                           | 7                           | 8                           | 9                           | 10                          | 11                          | 12                          | Năm                         |
| ---------------------------------------------- | --------------------------- | --------------------------- | --------------------------- | --------------------------- | --------------------------- | --------------------------- | --------------------------- | --------------------------- | --------------------------- | --------------------------- | --------------------------- | --------------------------- | --------------------------- |
| Cao kỉ lục °C (°F)                             | 18.0 (64.4)                 | 22.6 (72.7)                 | 28.6 (83.5)                 | 31.2 (88.2)                 | 34.2 (93.6)                 | 37.6 (99.7)                 | 40.7 (105.3)                | 40.6 (105.1)                | 38.4 (101.1)                | 33.6 (92.5)                 | 26.0 (78.8)                 | 21.0 (69.8)                 | 40.7 (105.3)                |
| Trung bình ngày tối đa °C (°F)                 | 4.6 (40.3)                  | 6.6 (43.9)                  | 12.2 (54.0)                 | 17.9 (64.2)                 | 22.7 (72.9)                 | 27.4 (81.3)                 | 31.3 (88.3)                 | 31.4 (88.5)                 | 27.1 (80.8)                 | 20.8 (69.4)                 | 12.9 (55.2)                 | 6.5 (43.7)                  | 18.4 (65.1)                 |
| Trung bình ngày °C (°F)                        | −1.0 (30.2)                 | 0.5 (32.9)                  | 5.6 (42.1)                  | 10.7 (51.3)                 | 15.1 (59.2)                 | 19.3 (66.7)                 | 22.7 (72.9)                 | 22.6 (72.7)                 | 18.0 (64.4)                 | 12.4 (54.3)                 | 5.4 (41.7)                  | 0.8 (33.4)                  | 11.0 (51.8)                 |
| Tối thiểu trung bình ngày °C (°F)              | −5.4 (22.3)                 | −4.5 (23.9)                 | −0.1 (31.8)                 | 3.9 (39.0)                  | 7.6 (45.7)                  | 11.0 (51.8)                 | 13.5 (56.3)                 | 13.3 (55.9)                 | 9.0 (48.2)                  | 4.9 (40.8)                  | −0.5 (31.1)                 | −3.6 (25.5)                 | 4.1 (39.4)                  |
| Thấp kỉ lục °C (°F)                            | −32.5 (−26.5)               | −31.2 (−24.2)               | −28.1 (−18.6)               | −11.6 (11.1)                | −6.9 (19.6)                 | −0.6 (30.9)                 | 2.9 (37.2)                  | 1.4 (34.5)                  | −3.8 (25.2)                 | −12.2 (10.0)                | −20.7 (−5.3)                | −28.4 (−19.1)               | −32.5 (−26.5)               |
| Lượng Giáng thủy trung bình mm (inches)        | 38.0 (1.50)                 | 38.9 (1.53)                 | 49.6 (1.95)                 | 46.9 (1.85)                 | 57.9 (2.28)                 | 40.6 (1.60)                 | 11.9 (0.47)                 | 9.5 (0.37)                  | 14.0 (0.55)                 | 32.3 (1.27)                 | 29.3 (1.15)                 | 39.3 (1.55)                 | 408.2 (16.07)               |
| Số ngày giáng thủy trung bình                  | 11.37                       | 11.03                       | 13.10                       | 13.57                       | 13.53                       | 9.73                        | 2.33                        | 2.23                        | 4.53                        | 7.07                        | 7.83                        | 10.20                       | 106.5                       |
| Số ngày tuyết rơi trung bình                   | 9                           | 9                           | 6                           | 1                           | 0                           | 0                           | 0                           | 0                           | 0                           | 0                           | 3                           | 8                           | 36                          |
| Độ ẩm tương đối trung bình (%)                 | 76                          | 72                          | 62                          | 58                          | 56                          | 50                          | 44                          | 44                          | 47                          | 58                          | 69                          | 77                          | 59                          |
| Số giờ nắng trung bình tháng                   | 89.9                        | 113.0                       | 145.7                       | 183.0                       | 248.0                       | 300.0                       | 356.5                       | 341.0                       | 255.0                       | 195.3                       | 141.0                       | 83.7                        | 2.452,1                     |
| Số giờ nắng trung bình ngày                    | 2.9                         | 4.0                         | 4.7                         | 6.1                         | 8.0                         | 10.0                        | 11.5                        | 11.0                        | 8.5                         | 6.3                         | 4.7                         | 2.7                         | 6.7                         |
| Nguồn 1: Cơ quan Khí tượng Nhà nước Thổ Nhĩ Kỳ |                             |                             |                             |                             |                             |                             |                             |                             |                             |                             |                             |                             |                             |
| Nguồn 2: Weather2                              |                             |                             |                             |                             |                             |                             |                             |                             |                             |                             |                             |                             |                             |